# 스튜디오 949
정소라의 스튜디오 949는 TBN 부산교통방송(FM 94.9MHz)에서 평일 아침 9시부터 오전 10시 55분까지 방송되는 부산권 지역의 아침 라디오 프로그램이다.

## 프로그램 소개
- 정소라 아나운서와 따스한 아침을 맞이하세요

## 코너소개

### 매일코너
- 소라야 오늘 아침 어때? - AI비서 '소라'가 오늘 날씨와 일상에 도움되는 정보를 안내합니다.
- 부산스러운 퀴즈 - 우리 지역, 우리 동네 '부산'과 가까워지는 퀴즈
- 소라의 파도소리 - 마음을 울리는 편안한 책 구절을 전하는 시간
- 네 귀에 캔디 - 사탕처럼 달콤한 노래를 서로에게 들려주는 시간 (신청곡 코너)

## 요일 코너

### 월요일
- 시민 리포트 : 부산시청자미디어센터 시민리포터
- 949 건강클리닉 : 다양한 건강 정보와 의학 상을 알아보는 시간

### 화요일
- 버스랑 배프 데이 : 부산 뇌병변 복지관과 함께 하는 저상버스 인식 개선 코너 (매달 첫째 주, 김나현 피디)
- 부산아, '바다'줘서 고마워 : 국립해양박물관 전경호 선임 학예사
- 949 인문학당 : 매달 다른 명사와 함께 하는 라디오 인문학 수업

### 수요일
- 역사 따라 부산 한 바퀴 : 박혜인 선생님
- 함께 사는 세상, 사랑을 나눠요 : 박지민 리포터

### 목요일
- 최원준의 부울경 맛순례 : 음식문화 칼럼니스트 최원준
- 949가 만난 청취자 : 애청자와 한 뼘 더 가까워지는 전화 인터뷰

### 금요일
- 금요 문화서핑 : 국제신문 김태훈 기자
- 좋은 사람 있으면 소개시켜줘 : 다정함을 나누는 부산 사람을 만나는 시간